# Blechnum lineatum
Blechnum lineatum är en kambräkenväxtart som först beskrevs av Olof Peter Swartz, och fick sitt nu gällande namn av Georg Hans Emmo Wolfgang Hieronymus. Blechnum lineatum ingår i släktet Blechnum och familjen Blechnaceae. Inga underarter finns listade.